# Coruscant
Coruscant (výslovnost [korusant]) je jméno fiktivní planety ve světě Star Wars. Její povrch je pokrytý souvislou městskou zástavbou. Jedná se o nejdůležitější svět galaxie, hlavní centrum Staré republiky, Galaktického impéria, Nové republiky (v různých časech). Proto na něm nalezneme budovu Senátu republiky, Palác impéria či Chrám Jediů. Přes Coruscant vedou důležité obchodní cesty, které jej činí nejbohatším a nejvlivnějším světem, což nepřímo potvrzují také jeho hyperprostorové souřadnice (0,0,0).
Přestože v druhé trilogii Star Wars byl Coruscant poměrně často vyobrazován, v původní sérii byl viděn jen krátce, pouze na konci Epizody VI: Návrat Jediů.

## Popis planety
Coruscant patří mezi planety nejblíže ke galatickému jádru. Téměř celý povrch je pokryt obří ekumenopolí, jež je také nazývána Galaktické město. V něm žilo po celou historii řádově několik set miliard až několik bilionů obyvatel, záleželo na období a také stylu sčítání. Odhaduje se, že skutečný počet obyvatel je s námezdními dělníky a s ilegálními přistěhovalci až trojnásobný oproti počtu trvale nahlášených obyvatel, kterých je okolo bilionu.
Kdysi dávno byl Coruscant planetou, kde většinu povrchu tvořily moře, avšak to je již dávná minulost. Jediným přerušením městské zástavby jsou Západní moře (Western Sea) s ostrovy vytvořenými pro zpříjemnění dovolené, a původní pohoří Manarai Mountains. Protože není možné přirozené zásobování obyvatel vodou, je povrch planety protkán soustavou potrubí, která přivádí do částí měst vodu z ledovců na pólech. Na povrchu planety byly vybudovány obří budovy, které zajišťují umělý chod ekosystému. Téměř vše, včetně např. oblečení a strojů, je recyklováno. Dalším problémem je velké množství oxidu uhličitého produkovaného obyvatelstvem. Pro jeho zpracování byly v atmosféře umístěny speciální „lapače“.
Na Coruscantu jsou miliony různých čtvrtí. Dopravu mezi nimi zajišťují tzv. aerobusy. Ve čtvrti lidově přezdívané "fabriky" (v angl. The Works) byla původně řada továren a fabrik, které však byly přesunuty do levnějších oblastí. Tehdy se z ní stala změť neudržovaných budov. Tato čtvrť je hlavním sídlem lapků, vrahů, kapsářů, zlodějů a dalších nezdárníků. Právě v této čtvrti došlo k setkání dvou Sithů Darth Sidiouse a Darth Maula.

## Historie
Coruscant je mnohými obyvateli galaxie považován za domovskou planetu lidí. Z dávných dob se dochoval starý název planety Notron, který znamenal v starém jazyce "Kolébka civilizace". Někdy v době 100 000 let před bitvou o Yavin (BBY) byla na planetě i přes technickou zaostalost vybudována ekumenopole, kdy se nové stavby stavěly na střechy stávajících. V letech 30 000 – 25 000 BBY byla planeta okupována říší Rakatů, která místní lidské obyvatelstvo zotročila. Ale zasloužila se o rozšíření lidské rasy do dalších částí vesmíru, protože povolila experimenty s podsvětelným meziplanetárním cestováním trvajícím celé generace, kdy byli cestující zmraženi. Nadvláda Rakatů trvala jen do té doby, než byla jejich rasa zdecimována morem.
Po odchodu Rakatů se lidé pustili do experimentů s hyperpohonem a přes 200 let používali jako předchůdce speciální energetické urychlovací kanóny, aby mohli cestovat na sousední Centrální světy rychlostí blížící se světlu. V roce 25 053 BBY byla ratifikována první "galaktická ústava" a zároveň Durosové s lidmi z Correlie vyvinuli z trosek, které zůstaly po Rakatech, první funkční vesmírné lodě s hyperpohonem. V roce 25 000 padlo rozhodnutí, že se hlavním městem nového galaktického superstátu, později nazvaného Republika, stane Coruscant, na němž byly zřízeny všechny příslušné instituce zajišťující správu, administrativu, obranu a hospodářské zázemí. Ten zůstal hlavním městem prakticky po celou dobu existence Republiky.

## Hlavním městem galaxie
V průběhu historie Republiky se Coruscantu snažilo konkurovat mnoho jiných planet. O omezení politického a ekonomického vlivu Coruscantu se jako první pokusili Huttové, kteří okolo roku 15 000 BBY ovládli planetu Nal Hutta i s jejím měsícem Nar Shaddaa. Jejich snaha o vytvoření hlavního města středního pásu selhala, když upadal obchodní ruch mezi Republikou a Huttským prostorem, a z Nar Shaddaa se postupně stal měsíc pašeráků.
V roce 5000 BBY se objevil další silný hráč z hvězdné soustavy, jež se nacházela v hustém prostoru galaktického jádra. Planeta se jmenovala Empress Teta a i na ní bylo vybudováno obří město. Od té doby panuje mezi obyvateli obou planet jistá rivalita.
Ve Vnějším pásu se okolo roku 4300 BBY objevila další ekumenopole na planetě jménem Taris, přes kterou vedlo mnoho obchodních cest. Její prosperita ovšem netrvala dlouho, protože obyvatelstvo zničilo veškeré přírodní zdroje, a byly nalezeny levnější varianty hyperprostorových cest. Nakonec byl povrch zcela zničen Darth Malakem při Jedijské občanské válce.
Přibližně v roce 4000 BBY byl na planetě zřízen Chrám Jedi, který měl nahradit jejich zničenou akademii na Ossu. V roce 19 BBY byla Republika rozpuštěna a nahrazena Galaktickým Impériem pod vládou Darth Sidiouse.

## Yuuzhan Vongové na Coruscantu
Po událostech z filmové trilogie byla tato planeta v roce 27 po bitvě o Yavin dobyta cizí rasou, upravena a přejmenována na Yuuzhan'tar. Yuuzhan Vongové odstranili z povrchu tisíce let stará města a snažili se obnovit přirozený ekosystém. Den trval před jejich invazí 24 hodin a místní rok definující galaktický standard trval 368 dní. Z rozhodnutí udělat z Coruscantu dvojče jejich domovského světa byl přisunut blíže ke slunci. Nově se rok zkrátil na 212 dnů a podnebí se dost oteplilo. Navíc zničený měsíc vytvořil okolo planety nádherné prstence. Po odchodu Yuzhan Vongů byl svět vrácen do rukou Nové Republiky s podmínkou, že bude ekumenopole obnovena, aniž by zničila výsledek Yuzhan Vongské terraformace, neboť některé změny byly nevratné.